# Рудничная (станция)
Рудничная — железнодорожная непассажирская станция линии Санкт-Петербург — Сланцы Балтийского направления Октябрьской железной дороги. Находится в Сланцевском районе Ленинградской области. Станция не оборудована турникетами. Станция находится в непосредственной близости к г. Сланцы и микрорайону Большие Лучки.

## История
Станция находится на ответвлении основной линии Санкт-Петербург — Ивангород. Линия Веймарн — Гдов была построена и введена в эксплуатацию в 1940 году. Вместе с этой линией была открыта станция Рудничная. В советское время на станции осуществлялось погрузка/разгрузка товарных вагонов продукцией местного газового завода. Сейчас станция является отстойником для грузовых составов.

## Путевое развитие
На станции имеется 15 путей, использующихся для отстоя, погрузки/выгрузки, движения поездов. Платформы станция не имеет, не электрифицирована.